# Chráněné parky a zahrady
Chráněné parky a zahrady bylo označení jednoho z druhů maloplošných chráněných území v Československu v letech 1956 až 1992. 

## Historie
V letech 1955 – 1956 byly v Československu vydány zákony o státní ochraně přírody. Pro české země to byl zákon č.40/1956 Sb., pro Slovensko obdobný č.1/1955 Sb. Oba tyto, téměř stejné zákony, určily nové názvy a pojetí chráněných území v Československu. Vznikly tak tyto kategorie:
- Národní parky (NP)
- Chráněné krajinné oblasti (CHKO)
- Státní přírodní rezervace (SPR)
- Chráněná naleziště (CHN)
- Chráněné parky a zahrady (CHPZ)
- Chráněné studijní plochy (CHSP)
- Chráněný přírodní výtvor (CHPV)
- Chráněná přírodní památka (CHPP)

V nově přijatém zákonu v roce 1992 (zákon ČNR 114/1992 Sb.)   kategorie chráněných parků a zahrad již definována není, jednotlivé lokality byly přeřazeny do jiných druhů chráněných území.

## Chráněné parky a zahrady
V této kategorii byla území s umělou výsadbou dřevin. Byly významné z vědeckého, historického či uměleckého hlediska. Byly zpravidla u některého zámku či jiné významné architektonické památky jako zámecká zahrada, případně vybudovány u nějaké obory, případně jako arboretum.
CHPZ patřila mezi chráněná maloplošná území. Vyhlašování těchto typů území bylo později v kompetenci ministerstva životního prostředí České republiky.

## Příklady CHPZ
V roce 1990 byly uvedeny v evidenci Ministerstva životního prostředí České republiky dvě lokality:
- Americká zahrada v okrese Karlové Vary, nyní v kategorii Národní přírodní památka
- Park v Bílé Lhotě v okrese Olomouc, ve stejné kategorii